# Częstochowa
Czestochowa [t ͡ʂɛstɔxɔva] là một thành phố ở phía nam Ba Lan, bên sông Warta với 240.027 cư dân (thời điểm tháng 6 năm 2009). Thành phố thuộc tỉnh Silesia (bộ phận hành chính) từ năm 1999, và trước đây là thủ phủ của tỉnh Czestochowa (1975-1998). Tuy nhiên, Czestochowa trong lịch sử là một phần của Tiểu Ba Lan, không phải của Silesia và trước năm 1795 (xem: phân vùng của Ba Lan), nó đã thuộc về tỉnh Kraków.
Thành phố này nổi tiếng với các tu viện nổi tiếng của Pauline Jasna Góra đó là nhà của Jasnogórski Cudowny obraz Najświętszej Maryi Panny Niepokalanie Poczętej, đền thờ Đức mẹ đồng trinh Maria. Mỗi năm, hàng triệu khách hành hương từ khắp nơi trên thế giới đến Czestochowa để chiêm ngưỡng. Ngoài ra còn có một điểm khai quật thuộc văn hóa Lusatia và bảo tàng ở thành phố và các tàn tích của một lâu đài thời trung cổ ở Olsztyn, khoảng 25 km so với trung tâm thành phố. 